# Tiro ai Giochi della IV Olimpiade - Carabina piccola bersaglio a scomparsa
La competizione della carabina piccola bersaglio a scomparsa  di Tiro ai Giochi della IV Olimpiade si tenne il 11 luglio 1908 al Bisley Rifle Range nella contea di Surrey. 

## Risultati
| Pos.    | Atleta                | Nazione     | Punti |
| ------- | --------------------- | ----------- | ----- |
| Oro     | William Styles        | Regno Unito | 45    |
| Argento | Harold Hawkins        | Regno Unito | 45    |
| Bronzo  | Edward Amoore         | Regno Unito | 45    |
| 4       | William Milne         | Regno Unito | 45    |
| 5       | James Milne           | Regno Unito | 45    |
| 6       | Arthur Wilde          | Regno Unito | 45    |
| 7       | Vilhelm Carlberg      | Svezia      | 45    |
| 8       | Harry Humby           | Regno Unito | 45    |
| 9       | Maurice Matthews      | Regno Unito | 42    |
| 9       | Otto von Rosen        | Svezia      | 42    |
| 9       | Eric Carlberg         | Svezia      | 42    |
| 9       | John Fleming          | Regno Unito | 42    |
| 9       | Frans-Albert Schartau | Svezia      | 42    |
| 9       | Edward Newitt         | Regno Unito | 42    |
| 15      | William Pimm          | Regno Unito | 39    |
| 15      | Hübner von Holst      | Svezia      | 39    |
| 15      | Philip Plater         | Regno Unito | 39    |
| 18      | William Hill          | Australasia | 36    |
| 19      | André Mercier         | Francia     | 30    |
| 19      | Walter Winans         | Stati Uniti | 30    |
| 21      | Léon Johnson          | Francia     | 24    |
| 22      | Léon Tétart           | Francia     | 21    |